# Ein Fall für Dr. Abel
Ein Fall für Dr. Abel ist eine deutsche Kriminalfilmreihe des Fernsehsenders Sat.1 mit Tim Bergmann in der titelgebenden Hauptrolle des Rechtsmediziners Dr. Fred Abel, die seit 2018 produziert und ausgestrahlt wird.
Sie ist eine Verfilmung der Kriminalthrillerreihe Fred Abel des Rechtsmediziners Michael Tsokos und des Schriftstellers Andreas Gößling.

## Handlung
Der Rechtsmediziner Dr. Fred Abel ermittelt bei Mordfällen des Bundeskriminalamts Berlin mit, wobei er inoffizielle Handlungen ausführt oder indirekt selbst in einen Fall verwickelt ist.
Alle Drehbücher basieren auf der literarischen Vorlage des Rechtsmediziners Michael Tsokos und des Schriftstellers Andreas Gößling. Diese wiederum basieren auf wahren Erlebnissen des Rechtsmediziners.

## Produktion
Der Sat.1-Geschäftsführer Kaspar Pflüger gab Anfang Februar 2018 in einem DWDL.de-Interview bekannt, dass auf dem Sender in den nächsten Jahren mehr fiktionale Eigenproduktionen ausgestrahlt werden sollen und daher unter anderem neue Filmreihen in Planung seien.
Ende Februar 2018 gab der Sender Sat.1 schließlich die Verfilmung des Kriminalthrillers Zersetzt (2016, Band 2) der Fred-Abel-Reihe des Rechtsmediziners Michael Tsokos und des Schriftstellers Andreas Gößling bekannt. Als titelgebende Hauptrolle wurde der Taunuskrimi-Hauptdarsteller Tim Bergmann gecastet. Produziert wurde die Verfilmung von Ivo-Alexander Beck durch die Bavaria Fiction GmbH und Ninety Minute Film GmbH unter der verantwortlichen Sat.1-Redakteurin Yvonne Weber.
Anfang Februar 2019 wurde eine Fortsetzung der Reihe mit den Verfilmungen der Thriller Zerschunden (2015, Band 1) und Zerbrochen (2017, Band 3) bekannt. Die Produktion übernahm erneut Ivo-Alexander Beck mit der Ninety Minute Film GmbH.
Während der erste Film vom 19. Februar bis zum 26. März 2018 in Berlin und Budapest gedreht wurde, wurden die beiden Folgefilme vom 11. Februar bis zum 14. April 2019 in Berlin, Brüssel, Antwerpen, Paris und Mykonos gedreht.

## Episodenliste
| Nr. | Originaltitel | Erstausstrahlung  | Erstausstrahlung  | Regie          | Drehbuch                             | Zuschauer (Sat.1) |
| Nr. | Originaltitel | Sat.1             | Sat.1 emotions    | Regie          | Drehbuch                             | Zuschauer (Sat.1) |
| --- | ------------- | ----------------- | ----------------- | -------------- | ------------------------------------ | ----------------- |
| 1   | Zersetzt      | 11. Dezember 2018 | 10. Dezember 2018 | Hansjörg Thurn | Hansjörg Thurn, Carl-Christian Demke | 2,27 Mio.         |
| 2   | Zerschunden   | 28. Oktober 2019  | 27. Oktober 2019  | Hansjörg Thurn | Hansjörg Thurn, Carl-Christian Demke | 1,55 Mio.         |
| 3   | Zerbrochen    | 4. November 2019  | 3. November 2019  | Hansjörg Thurn | Hansjörg Thurn, Carl-Christian Demke | 1,55 Mio.         |

## Auszeichnungen
- Bayerischer Fernsehpreis
  - 2019: Auszeichnung in der Kategorie Beste Kamera für Sonja Rom in Zersetzt